# Jacques Chiffoleau
 (mars 2021).
Si vous disposez d'ouvrages ou d'articles de référence ou si vous connaissez des sites web de qualité traitant du thème abordé ici, merci de compléter l'article en donnant les références utiles à sa vérifiabilité et en les liant à la section « Notes et références ».
Jacques Chiffoleau (né en 1951 à Nantes) est un historien français spécialiste du Moyen Âge.

## Biographie
Élève de l'École normale supérieure de Saint-Cloud, il obtient l'agrégation d'histoire, puis devient membre de l'École française de Rome. Il a été l'élève de Jacques Le Goff et de Michel Mollat du Jourdin. Il a occupé successivement les postes de maître de conférences puis professeur à l'Université Lumière - Lyon 2, puis professeur à l'Université d'Avignon et des Pays de Vaucluse. Il a été nommé membre junior de l'Institut universitaire de France en 1991 pour une durée de cinq ans. Il est directeur d'études à l'École des hautes études en sciences sociales depuis 2002. Entre 2011 et 2014, il a dirigé le CIHAM, laboratoire d'histoire médiévale du CNRS (UMR 5648) basé à Lyon.

## Œuvre
Paru en 1980, son premier livre, La Comptabilité de l'au-delà. Les hommes, la mort et la religion dans la région d'Avignon à la fin du Moyen Âge (vers 1320-vers 1480), qui a été réédité en 2011 aux Éditions Albin Michel, a renouvelé l'histoire du christianisme aux derniers siècles du Moyen Âge, avec une approche anthropologique qui montre comment la crise « mélancolique » de la fin du Moyen Âge ne peut se comprendre sans la rupture d'un certain lien avec les morts, les ancêtres, et la découverte d'une solitude qui n'exclut pas le développement de liens sociaux, notamment en ville (confréries), un nouveau rapport avec Dieu et l'au-delà et l'invention aussi de formes culturelles nouvelles. Sa contribution à L'Histoire de la France religieuse parue en 1988, intitulée La Religion flamboyante (vers 1320-vers 1520), a également fait date. Elle a été rééditée en 2011 aux éditions du Seuil (coll. « Points histoire »).
Les travaux de Jacques Chiffoleau ont également une grande influence dans le domaine de l'histoire de la justice, du droit et des institutions. Après la publication en 1984 d'un livre intitulé Les Justices du pape, sur l'histoire de la criminalité à Avignon au temps où la papauté résidait dans cette ville, il a publié une série d'importants articles sur la procédure, l'aveu, le crime de lèse-majesté et la notion de « contre nature » aux derniers siècles du Moyen Âge. Il est spécialiste du procès de Gilles de Rais. Par ailleurs, il a traduit en français le livre de l'historien américain Brian Levack intitulé La Grande Chasse aux sorcières en Europe aux débuts des temps modernes (éd. Champ Vallon, 1991).
L'un des récents articles de Jacques Chiffoleau analyse la séparation du for interne (ou for de conscience) du for externe, c'est-à-dire le for judiciaire, à partir des XIIe – XIIIe siècles. Jacques Chiffoleau examine et remet partiellement en cause l'hypothèse traditionnelle selon laquelle le refus de l'Église catholique de "juger des choses occultes" (qui concernent la conscience et ne relèvent que de la confession sacramentelle) à partir du XIIIe siècle serait aux origines lointaines de la liberté de conscience en Occident.
En 2006, Jacques Chiffoleau a organisé un colloque à Fanjeaux consacré à l'histoire des « justices d'Église » dans le Midi à la fin du Moyen Âge et publié dans le numéro 42 des Cahiers de Fanjeaux.
Par ailleurs, il est directeur du programme CORELPA (Corpus électronique des lettres pontificales), financé par l'Agence nationale de la recherche, dont l'objectif est la numérisation et l'exploitation des centaines de milliers de lettres émises par les papes aux XIIIe et XIVe siècles, au temps où ils gouvernaient (ou tentaient de gouverner) l'ensemble de la Chrétienté latine (c'est-à-dire l'Europe occidentale) depuis leur cour de Rome puis d'Avignon.

## Publications
- Bibliographie complète

### Ouvrages
- La comptabilité de l'au-delà : les hommes, la mort et la religion dans la région d'Avignon à la fin du Moyen Âge (vers 1320-vers 1480) (préf. Jacques Le Goff), Rome, École française de Rome, coll. « Collection de l'École française de Rome » (no 47), 1980, X-494 p. (ISBN 2-7283-0001-1, présentation en ligne), [présentation en ligne], [présentation en ligne], [présentation en ligne], [présentation en ligne], [présentation en ligne]. Réédition avec un nouvel avant-propos et une bibliographie complémentaire : La comptabilité de l'au-delà : les hommes, la mort et la religion dans la région d'Avignon à la fin du Moyen Âge (vers 1320-vers 1480) (préf. Jacques Le Goff), Paris, Albin Michel, coll. « Bibliothèque de l'Évolution de l'humanité » (no 59), 2011, XXXIV-566 p. (ISBN 978-2-226-20888-0).
- Les justices du pape : délinquance et criminalité dans la région d'Avignon au XIVe siècle, Paris, Publications de la Sorbonne, coll. « Histoire ancienne et médiévale » (no 14), 1984, 333 p. (ISBN 2-859-44076-3, présentation en ligne), [présentation en ligne], [présentation en ligne].
- La religion flamboyante (vers 1320-vers 1520) dans Histoire de la France religieuse (sous la direction de Jacques Le Goff et René Rémond), tome II, Paris, Éditions du Seuil, 1988, p. 13-184, réédition à Paris, Éditions du Seuil, 2011 [Point Histoire], réédition avec un avant-propos et une bibliographie complémentaire.
- (it) La Chiesa, il segreto e l’obbedienza. La costruzione del soggetto politico nel medioevo, Bologne, Il Mulino [Saggi, 728], 2010, 185 p.

### Direction d'ouvrages
- Riti e rituali urbani nell 'Occidente medievale, actes de la rencontre d'Erice (septembre 1990), a cura di Jacques Chiffoleau (Université Lumière Lyon 2), Agostino Paravicini Bagliani (Université de Lausanne) et Lauro Martines (Université de Californie -Los Angeles), Spolète, Biblioteca di « Medieoevo latino », 1994.
- Patrick Boucheron et Jacques Chiffoleau (dir.), Religion et Sociétés urbaines au Moyen Âge, Études offertes à Jean-Louis Biget par ses anciens élèves, Paris, Publications de la Sorbonne, 2000, présentation en ligne, présentation en ligne.
- Les palais dans la ville. Espaces urbains et lieux de la puissance publique dans la Méditerranée médiévale, textes réunis par Patrick Boucheron et Jacques Chiffoleau, Lyon, Presses universitaires de Lyon [Collection d’histoire et d’archéologie médiévales no 14], 2004, présentation en ligne.
- Jacques Chiffoleau et Julien Théry (dir.), Les justices d'Église dans le Midi (XIe – XVe siècles), Cahiers de Fanjeaux (no 42), Toulouse, Privat, 2007, 552 p.
- Jacques Chiffoleau, Claude Gauvard et Andrea Zorzi (dir.), Pratiques sociales et politiques judiciaires dans les villes d’Occident à la fin du Moyen Âge, actes du colloque d’Avignon (29 novembre-1er décembre 2001), Rome, Collection de l’École française de Rome, 2007, 767 p., présentation en ligne, présentation en ligne.
- Nicole Bériou (dir.) et Jacques Chiffoleau (dir.), Économie et religion : l'expérience des ordres mendiants (XIVe – XVe siècle), Lyon, Presses universitaires de Lyon, coll. « Collection d’histoire et d’archéologie médiévale » (no 21), 2009, 809 p. (ISBN 978-2-7297-0817-7, présentation en ligne), [présentation en ligne],